# Ван Бјурен (Индијана)
Ван Бјурен (енгл. Van Buren) град је у америчкој савезној држави Индијана.

## Демографија
По попису из 2010. године број становника је 864, што је 71 (-7,6%) становника мање него 2000. године.
| Група             | 2000.       | 2010.       |
| Белци             | 905 (96,8%) | 844 (97,7%) |
| Афроамериканци    | 1 (0,1%)    | 0 (0,0%)    |
| Азијати           | 2 (0,2%)    | 3 (0,3%)    |
| Хиспаноамериканци | 13 (1,4%)   | 8 (0,9%)    |
| Укупно            | 935         | 864         |